# 金山郊野公園
金山郊野公園是香港的一個郊野公園，位置由九龍西北部伸延至新界西南部，佔地達3.37平方公里。金山郊野公園以公園内的最高峰金山命名，金山一帶以經常有獼猴出沒著名，故又名馬騮山（「馬騮」在粵語的意思是猴子）。

## 地理位置
金山郊野公園於1977年6月24日劃定，是香港首三個郊野公園之一。公園主入口設於大埔公路琵琶山段、沙田嶺段及金山路交界，即獅子山郊野公園琵琶山路入口對面。公園主體範圍位於新界沙田區，西面與葵涌為鄰，南面入口與九龍深水埗區接壤，北為九龍水塘及金山一帶。公園內共有4個水塘，包括1910年建成的九龍水塘、1925年建成的石梨貝水塘、1926年建成的九龍接收水塘及1931年建成的九龍副水塘。

## 郊遊設施
金山郊野公園內闢有晨運園地，而燒烤及郊遊地點分布在大埔公路、金山路近九龍水塘和近孖指徑等地。在九龍水塘以北設有「金山家樂徑」；環繞九龍接收水塘及石梨貝水塘各設有一條緩跑徑；另設有「金山樹木研習徑」。麥理浩徑第六段及衛奕信徑第六段亦途經公園範圍。
此外，金山郊野公園是電台及數碼電視廣播訊號發射站所在地。

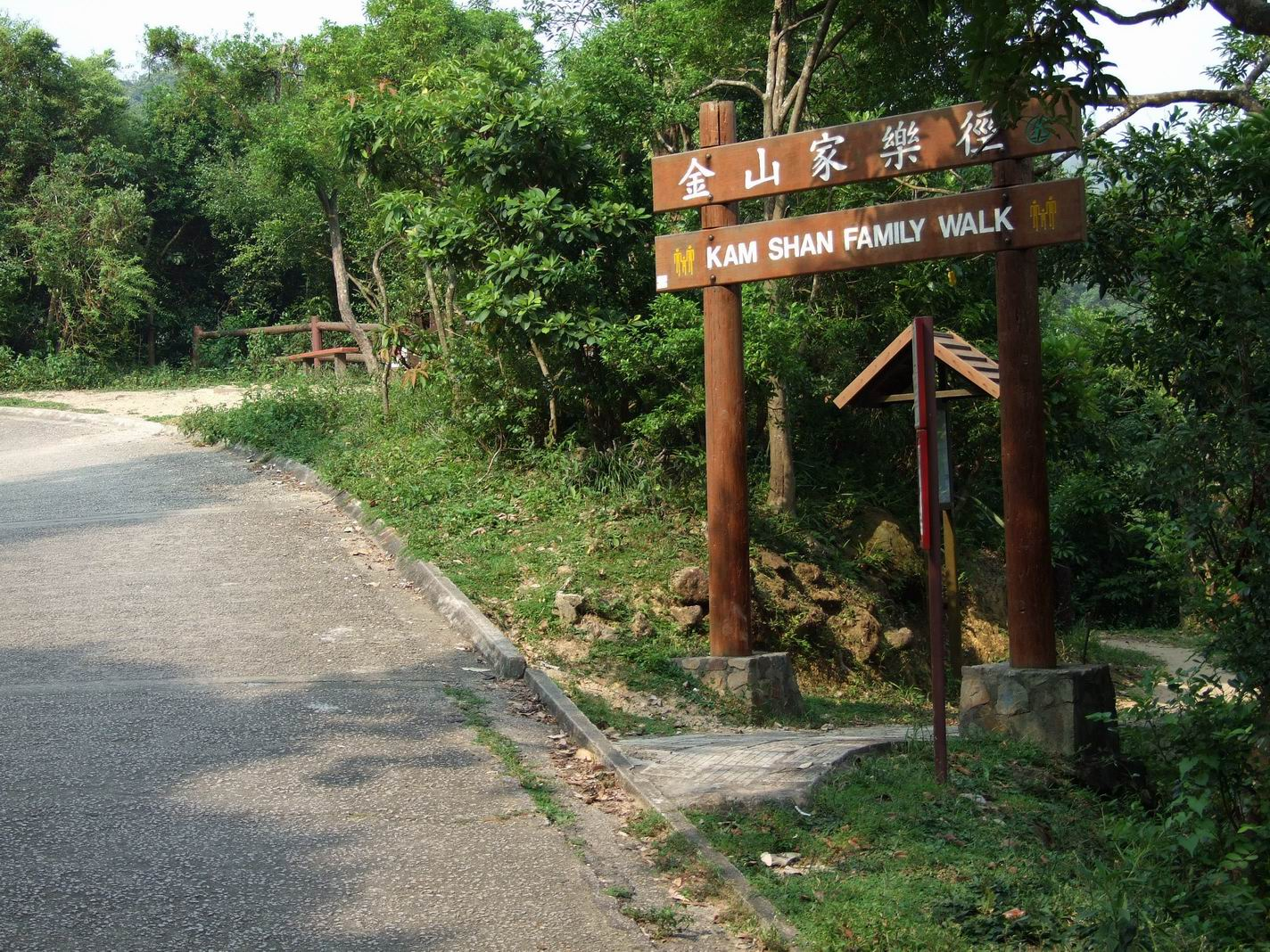
金山家樂徑
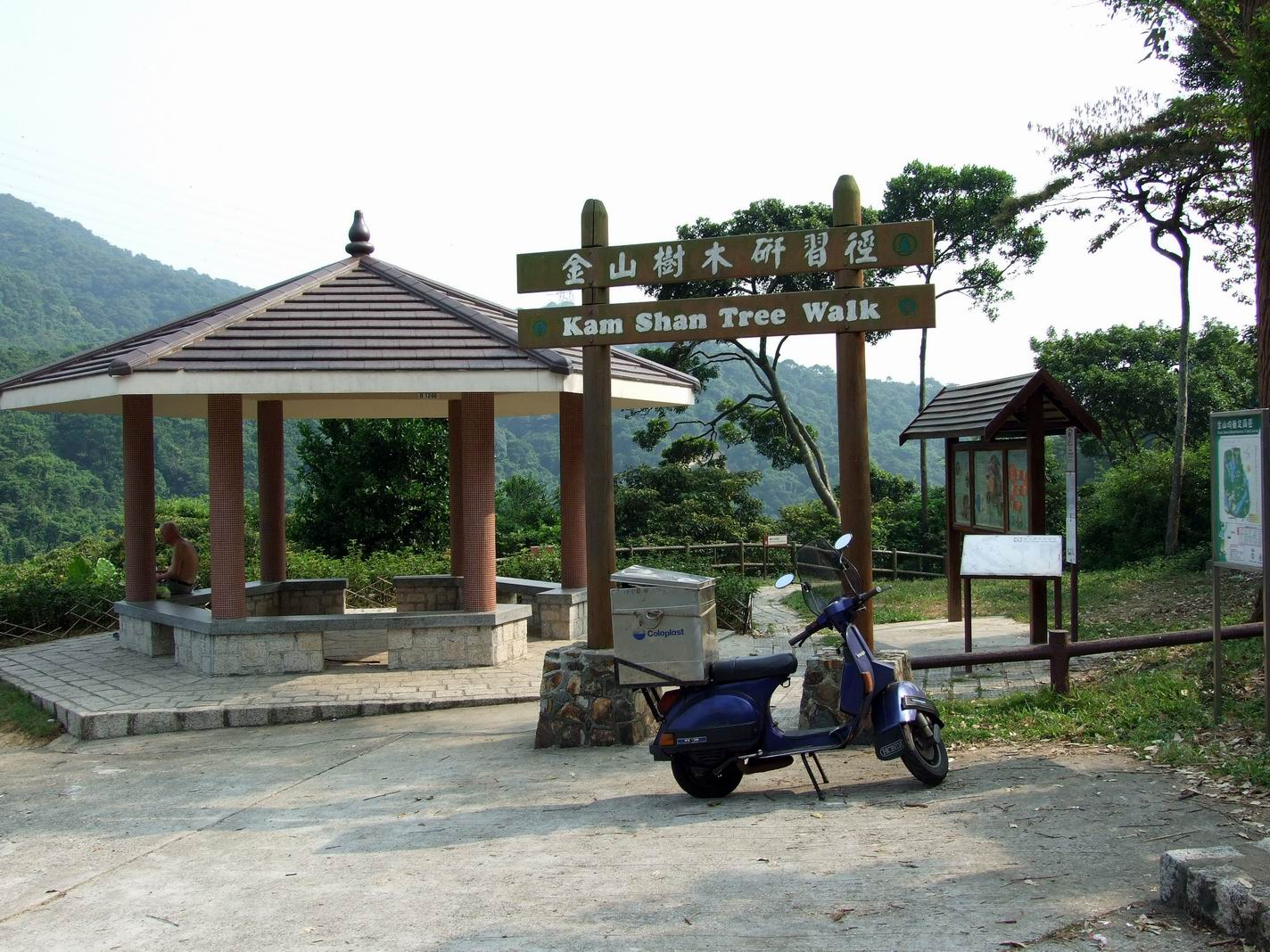
金山樹木研習徑
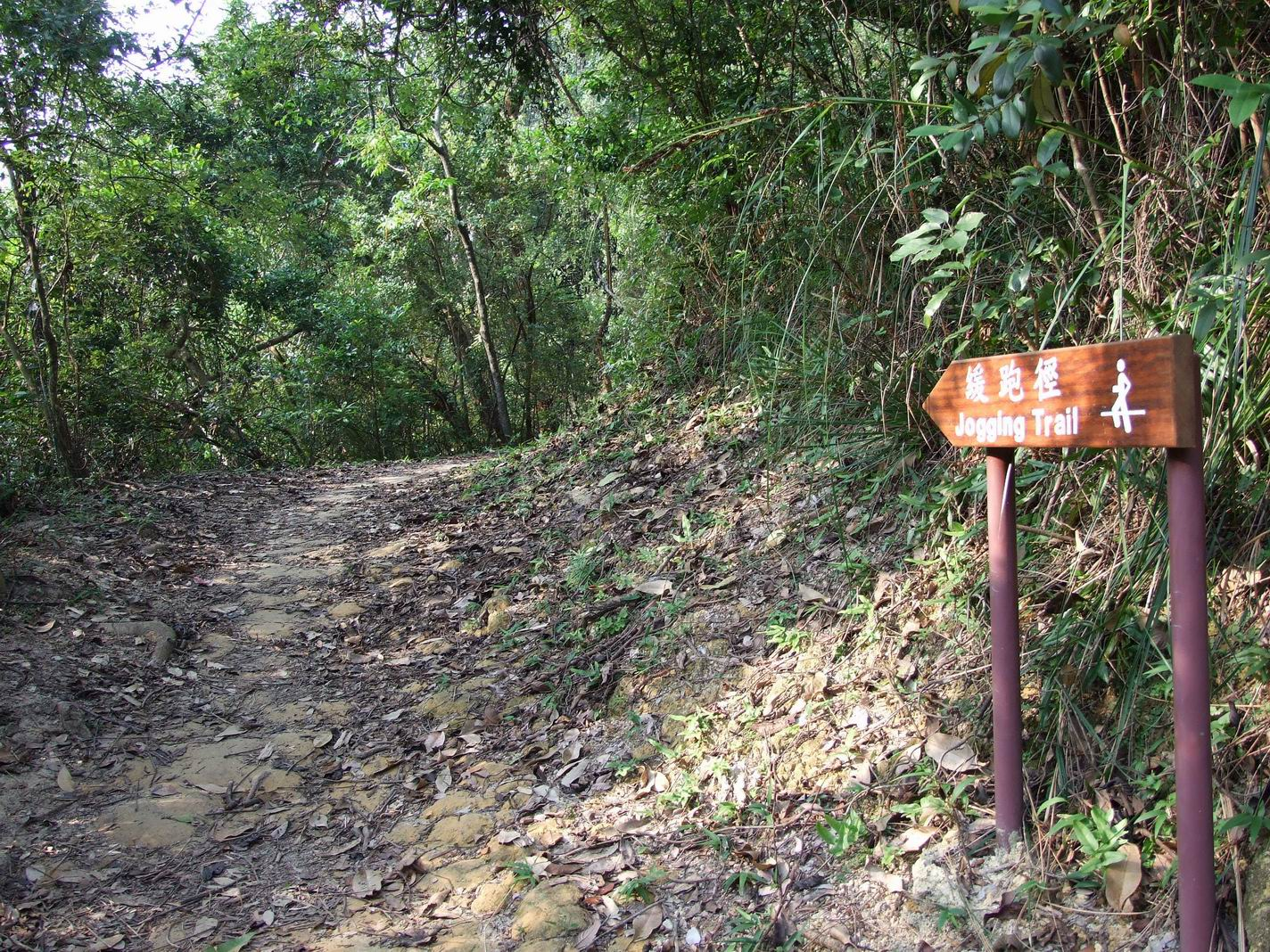
環九龍接收水塘緩跑徑
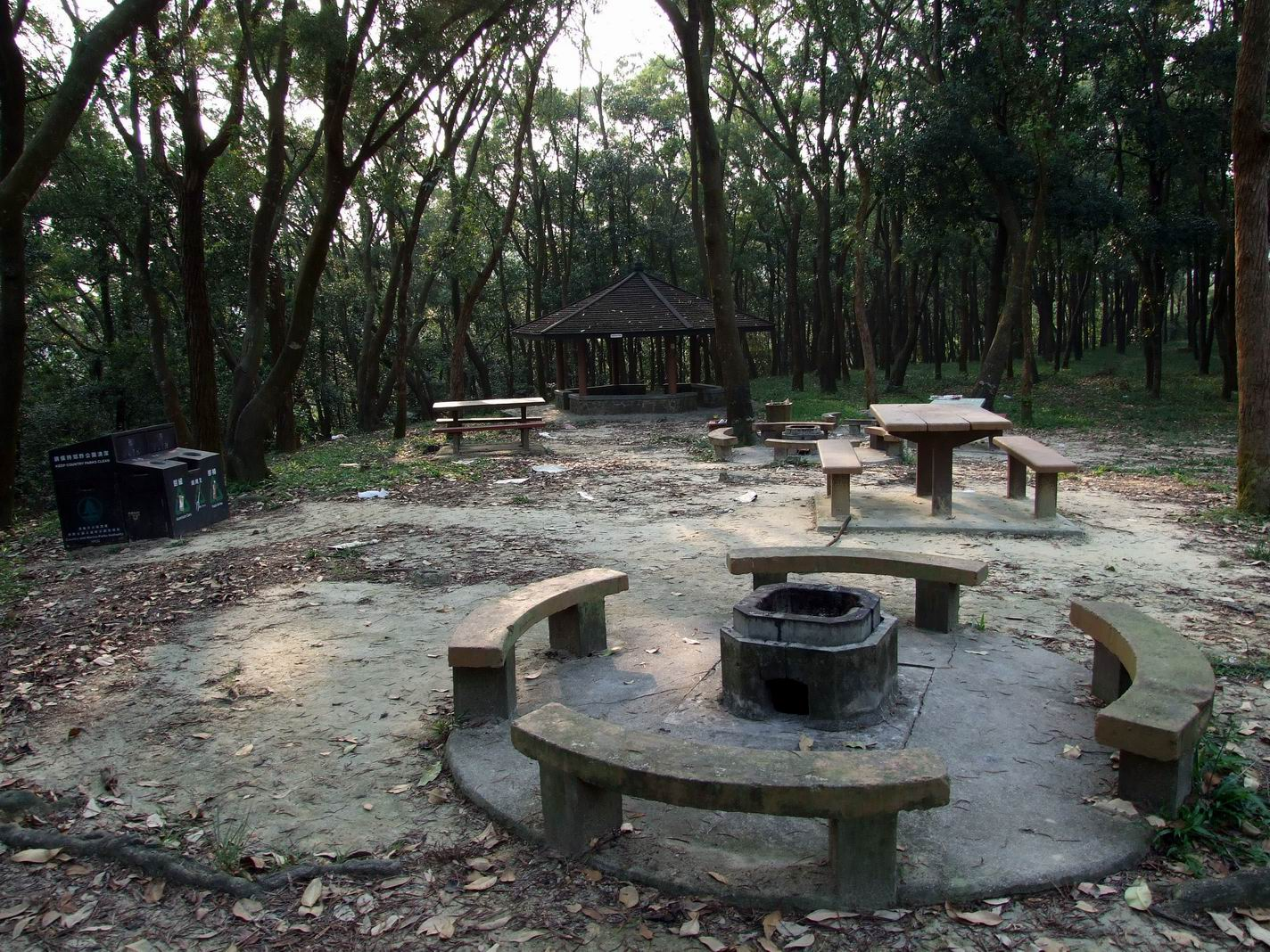
燒烤地點

## 獼猴群

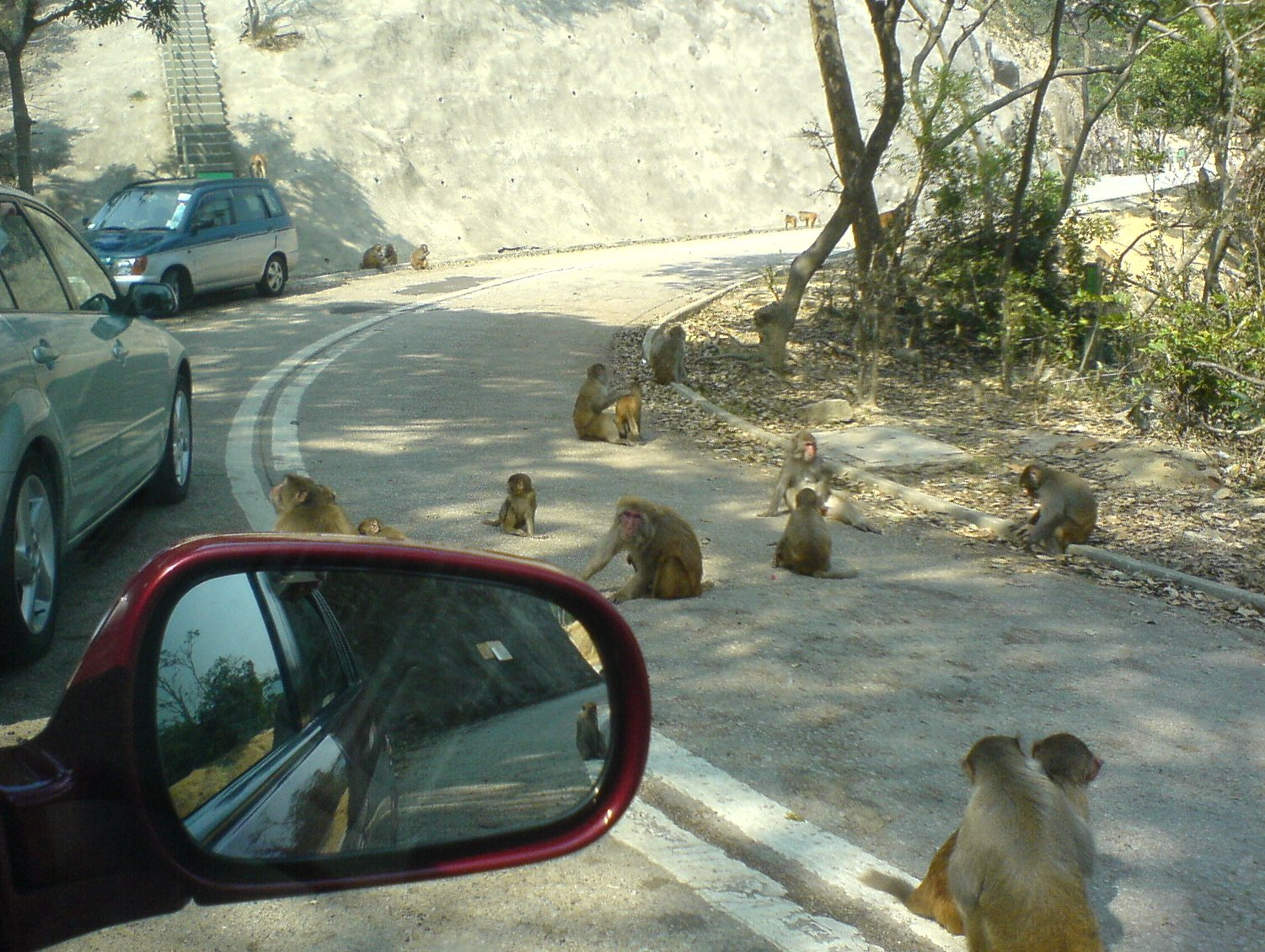
公園馬路上通常滿佈猴群。

山中的獼猴從哪裡來一直眾說紛紜，當中有一個較可信的說法是當年香港政府想在附近興建一個水塘，可是周邊有一種名叫馬錢的有毒植物會影響、污染水質。於是政府便引入一些很愛吃馬錢的生物——獼猴來將其吃掉。牠們完成任務後便在金山郊野公園落地生根，演變成今天龐大的獼猴群。另一個說法就是一位居於新界的陳姓海員，於1920年在這裡放生從外地帶回港飼養的獼猴，之後牠們便在水塘植林區迅速繁殖，山林間處處猴蹤，至今生生不息。
早前蘋果日報的考證，指1910年時港府在金山興建九龍水塘，因山上生長馬錢，因馬錢果有毒，為怕果實跌落水塘影響水質，英國人從印度引入喜吃馬錢果實的恆河猴來保護水質。其後又指有人於水塘落成後放生10多隻長尾獼猴，以及「西藏短尾猴」（又稱「藏酋猴」），各式猴群在水塘生活，形成一個多層次的猴子王國，加上猴子無天敵，猴群數量得以幾何級增加。

在此聚居的獼猴有數種，其中以原產於香港及華南一帶的恆河猴居多。其他則是由多年來放生、源自各地的獼猴雜交而成，如原產東南亞的長尾獼猴及中國西部的藏酋猴。雌猴每年可產一隻小猴，經母親悉心照料，小猴在三歲左右便有繁殖能力。這些獼猴應可能是原始野生獼猴的後代。現時，一般相信這些原始野生獼猴因為香港市區的發展，而在港島的林區中慢慢的消失。
由於有人非法餵飼猴子，使牠們變得不怕人類，甚至具侵略性，搶奪遊人食物。其實，林中有過百種植物的嫩葉及果實可供獼猴食用，遊人絕對無須因擔心食物不足而加以餵飼，此舉不但觸犯法例，還會令原來野生的猴子失去在大自然覓食的本能，對牠們和整個生態環境均有害無益。
據漁護署估計，野猴數量由2006年的1,600隻劇增至2007年約2,100隻，數量以每年5%高速增長，遠高於自然界水平的3%。漁護署於1999年實施禁餵猴子法例，由2006年開始替野猴做絕育手術，至2011年8月超過七成野猴已避孕或絕育，幼猴出生率下跌，獼猴數目亦開始回落。

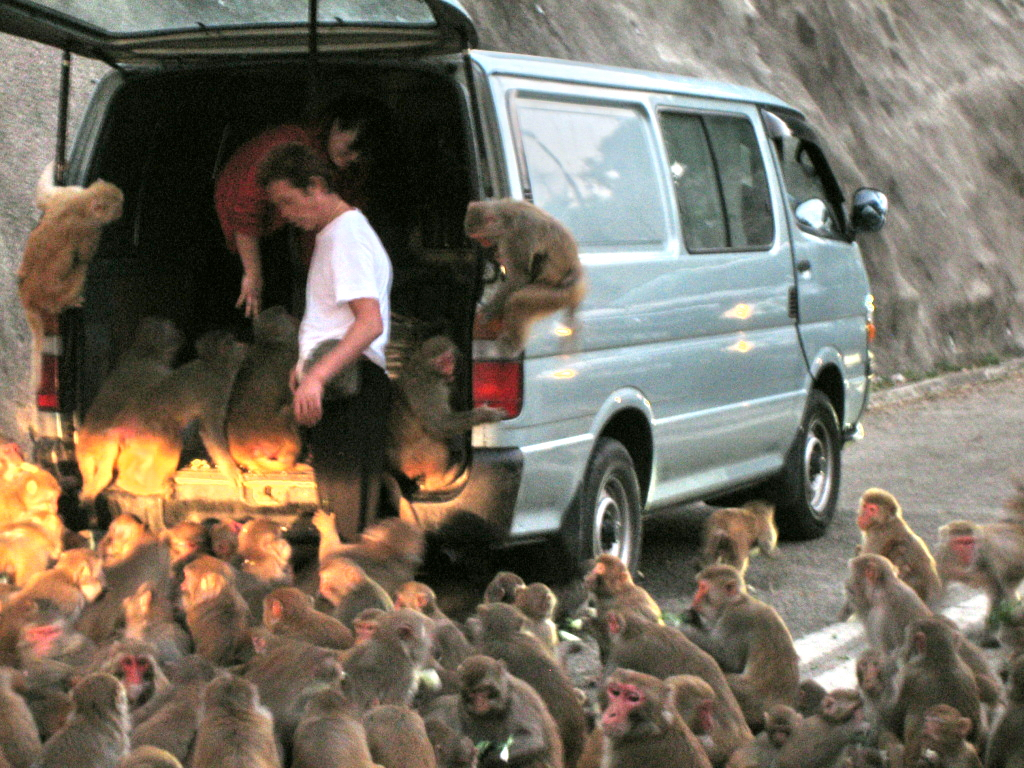
金山郊野公園的猴子
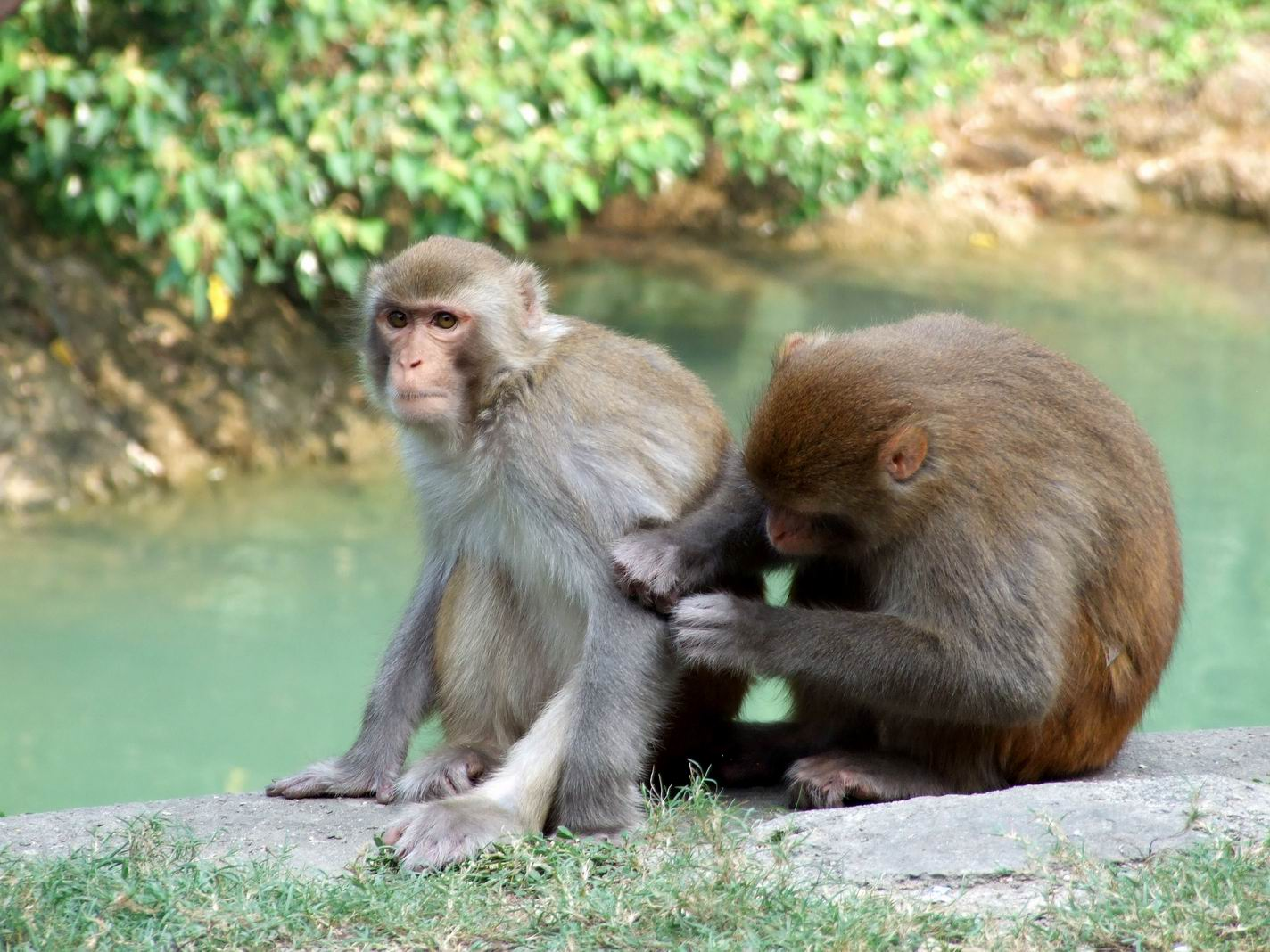
金山郊野公園的恆河猴

## 鄰近景點
公園以北的走私坳又名孖指徑，該處尚存有戰時軍事陣地遺跡，包括有戰壕和碉堡多處，且有地道互通，是醉酒灣防線最重要的一部分。建於1930年代中期的孖指徑防禦陣線碉堡，雖已有逾七十年歷史，遍布蔓藤荒草，仍然可以看見戰爭歲月留下來的痕跡。

## 交通
九龍巴士：
- 72線及81線。 (東段: 大埔公路 - 石梨貝水塘站上落)
- 31線、35A、35X線、40P線、936線、小巴406、410線 (西段: 石排街 - 石籬天主教小學站下車，經石梨坑村樓梯前往)

## 脚注

### 備註

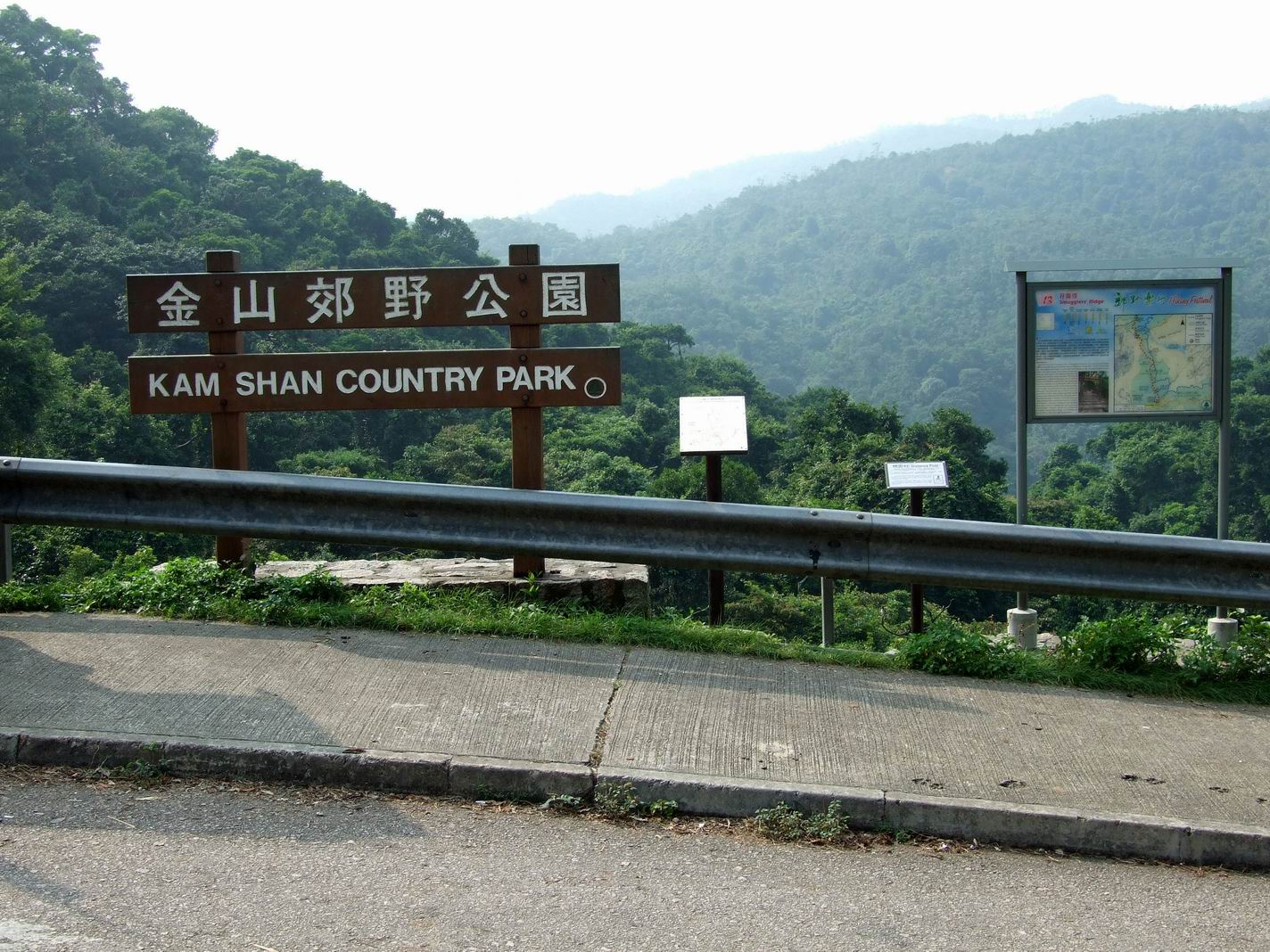
金山郊野公園

1. ↑  漁護署把金山郊野公園的英文名音譯作Kam Shan Country Park，地政總署則把金山山峰本身及金山路的英語命名意譯爲Golden Hill，故此也時有譯作Golden Hill Country Park。

## 外部連結
- 漁農自然護理署 金山 （页面存档备份，存于）